# نلی دانیلیان
نلی دانیلیان (ارمنی: Նելլի Դանիելյան؛ زادهٔ ۲۹ ژوئن ۱۹۷۸) یک نقاش اهل ارمنستان است.

## زندگی‌نامه
نلی دانیلیان در سال ۱۹۷۸ در ایروان به دنیا آمد. در سال ۱۹۹۶ از دانشگاه هنر ناقاش هوناتانیان به عنوان یک نقاش-کارگردان فارغ‌التحصیل شد و در سال ۱۹۹۹ از دانشگاه دولتی علوم پرورشی خاچاطور آبوویان ارمنستان به عنوان آموزگار نقاشی و هنر کاربردی صحنه آرایی فارغ‌التحصیل شد. در شال ۲۰۱۵ دوره‌های مقدماتی در انستیتو فناوری اطلاعاتی مسکو را گذراند. دیرتر در سال ۲۰۱۶ دانیلیان دوره‌های مقدمانی در دانشگاه دولتی پرورشی مسکو را نیز گذراند. وی از سال ۲۰۰۲ عضو اتحادیه هنرمندان ارمنستان و از سال ۲۰۰۴ عضو اتحادیه هنرمندان فدراسیون روسیه و فدراسیون بین‌المللی نقاشان یونسکو است. در سال ۲۰۰۸ جایزه گل بلورین برای رویکرد اصلی آثار وی و استفاده از عناصر هنری و ایده‌های خلاقانه در کلاژهای کاریکاتور. به وی اعطا گردیده‌است در سال ۲۰۰۹ چهارمین دوره نمایشگاه بین‌المللی ‘’Floristic Sketches’’ در مسکو برگزار شد. مدال و جایزه افتخاری طلا برای ایجاد، توزیع و حفاظت از ارزش‌های فرهنگی به دانیلیان اعطا گردید در سال ۲۰۰۹ جایزه افتخاری شناخت عمومی، 'استاد زیبایی' برای کمک به آموزش وطن‌پرستی، هنری و فرهنگی نسل جوان در مسکو به وی اعطا گردید. از سال ۱۹۹۳ نلی دانیلیان در نمایشگاه‌های ملی و بین‌المللی متعددی شرکت کرده‌است

## نگارخانه

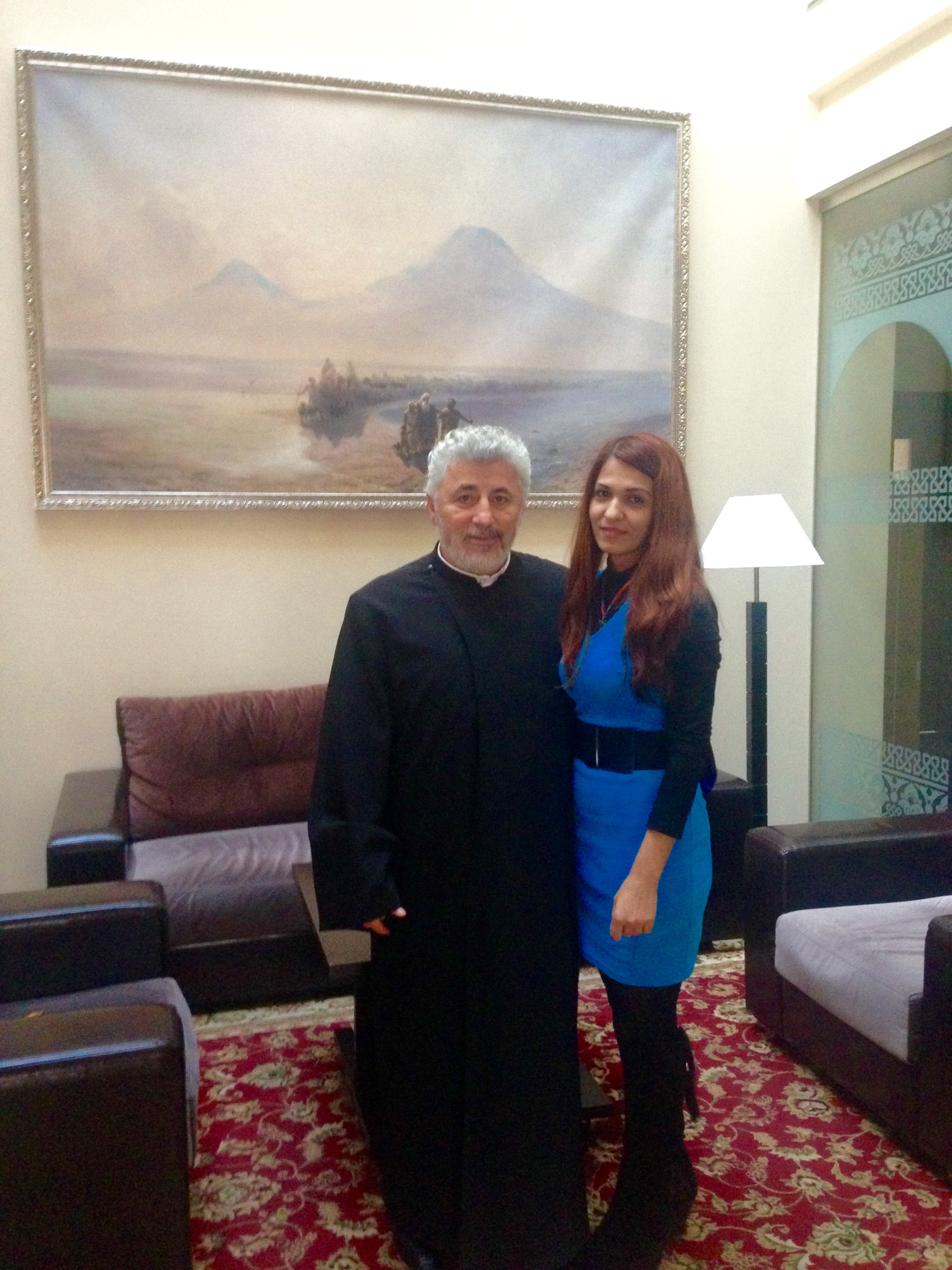